# Maki Muraki
Maki Muraki (japanisch 村木 真紀 Muraki, Maki; geboren 1974 in der Präfektur Ibaraki) ist eine japanische LGBT-Menschenrechtsaktivistin. Sie ist die Gründerin der ersten gemeinnützigen Organisation Nijiiro Diversity in Japan, die sich gegen die strukturelle Diskriminierung von LGBT-Personen einsetzt.

## Leben und Wirken
Maki Muraki hat an der Universität Kyoto Biologie studiert und anschließend für ein großes japanisches Produktionsunternehmen und für ein internationales Beratungsunternehmen gearbeitet. Muraki lebt offen lesbisch und hat eigene Erfahrungen mit Diskriminierung am Arbeitsplatz erfahren. 2012 kündigt Muraki ihren Job und gründete Nijiiro Diversity, in Osaka, die sich für die Gleichstellung von LGBT-Personen am Arbeitsplatz einsetzt.

„Heute hat sich gezeigt, dass heterosexuelle, cis Frauen nicht die einzigen Frauen sind, die die Auszeichnung Frau des Jahres erhalten können. Ich denke, ich könnte die Definition von Frau in diesem Punkt erweitern. Ich denke, dass die von der japanischen Regierung geförderte Stärkung von Frauen und die Gleichstellung der Geschlechter wichtig sind, und hoffe, dass noch viele weitere LGBT-fördernde Maßnahmen ergriffen werden, sodass diejenigen, die mit ihrer sexuellen Orientierung und Geschlechtsidentität zu kämpfen haben, in Zukunft mehr Möglichkeiten haben werden diese offen zu leben.“

Maki Muraki ist Teilzeitdozentin an der Kwansei Gakuin University und Mitglied des Rates zur Förderung der Menschenrechtspolitik der Stadt Osaka. 2015 wurde sie mit dem Google Impact Challenge Award ausgezeichnet. Muraki  hat eine Reihe von Büchern zu LGBTQ-Themen verfasst: Handbook for Transgender and Workplace Environment (2019) und Rainbow-colored Changemaker - LGBTQ Perspective Changes Workplace and Society (2020).

### Nijiiro Diversity
Die gemeinnützige Organisation Nijiiro Diversity wurde 2013 von Maki Muraki gegründet und setzt sich vor allem für die Schaffung von diskriminierungsfreien Arbeitsplätzen für LGBT-Personen ein. Das Wort Nijiiro heißt aus dem japanischen übersetzt Regenbogen.
Es ist die erste gemeinnützige Organisation in Japan, die sich mit Themen wie LGBT-Diskriminierung am Arbeitsplatz befasst. Muraki und Nijiiro Diversity haben sich zum Ziel gesetzt, die Vielfalt und Teilhabe in japanischen Unternehmen zu verbessern und die Diskriminierung von Lesben, Schwulen, Bisexuellen und Transgender-Personen (LGBT) durch Schulungen und Bildung zu beseitigen. Die Hauptaktivitäten von Nijiiro Diversity sind das Sammeln von Daten, Forschung und Umfragen über Japans LGBT-Gemeinschaft und die Bereitstellung zuverlässiger Daten für die japanische Gesellschaft über positive Arbeitsbedingungen. In Form von Vorträgen, Schulungen und Beratungen für Unternehmen, Regierungsbehörden und Universitäten werden diese Informationen zum Zweck der Aufklärung vermittelt. Dies führte, laut eigenen Angaben, zu einem raschen Anstieg der Zahl der Großunternehmen, welche die Arbeitsbedingungen für LGBT-Personen (19,5 % im Jahr 2014 auf 33,8 % im Jahr 2019) für ihre Beschäftigten umsetzten.
Zu den von ihr durchgeführten Umfragen gehören: Umfrage zu LGBT-Themen am Arbeitsplatz (in Zusammenarbeit mit dem Center for Gender Studies (CGS) an der International Christian University in Tokio), Umfrage zur Nutzung öffentlicher Toiletten durch sexuelle Minderheiten (LIXIL), Umfrage über Personen, die das Partnerschaftssystem in Shibuya nutzen, Umfrage zu den Bemühungen um mehr Verbündete (JT). Weitere Veröffentlichungen sind das LGBT Workplace Handbook und das Handbook for Transgender Individuals.

## Auszeichnungen
Als Leiterin der gemeinnützigen Organisation Nijiiro Diversity
- 2015: Google Impact Challenge 2015
- 2016: Nikkei Social Initiative Award: Grand Prize
- 2017: Nikkei Woman of the Year: Change Maker Award
- 2020: Osaka Bar Association: Human Rights Award

## Publikationen
- Handbook for Transgender and Workplace Environment (2019)
- Rainbow-colored Changemaker - LGBTQ Perspective Changes Workplace and Society (2020)